# Sauveterre (Gard)
Sauveterre – miejscowość i gmina we Francji, w regionie Oksytania, w departamencie Gard.
Według danych na rok 1990 gminę zamieszkiwało 1378 osób, a gęstość zaludnienia wynosiła 105 osób/km² (wśród 1545 gmin Langwedocji-Roussillon Sauveterre plasuje się na 268. miejscu pod względem liczby ludności, natomiast pod względem powierzchni na miejscu 600.).